# Anne Frank-prijs
De Anne Frank-prijs was een literaire prijs die in de periode 1957 tot 1966 werd uitgereikt.
De prijs was in het leven geroepen door schrijversechtpaar Albert Hackett en Frances Goodrich, schrijvers van een toneelstuk dat is gebaseerd op het dagboek van Anne Frank. Het aan de prijs verbonden geldbedrag moest toegekend worden aan letterkundigen beneden 30 jaar. De prijzen moesten achtereenvolgend worden toegekend in de volgende categorieën: roman, poëzie, toneel, essay en novelle.

## Prijswinnaars
1966Raoul Chapkis: Ik sta op mijn hoofdje
Henk van Kerkwijk: Geweer met terugslag
1965P.J.A.M. Buijnsters: het eerste hoofdstuk van zijn dissertatie Tussen twee werelden-Rhijnvis Feith als dichter van Het Graf
Cornelis Verhoeven: Filosofie van de troost
1964E. Brent Besemer: gehele oeuvre
Peter Oosthoek: zijn regie van Nederlandse stukken
1963Peter Berger: Deze voorlopige naam
Huub Oosterhuis: Uittocht, Groningen en andere gedichten
1962Ankie Peypers: Geen denken aan
Geert van Beek: Buiten schot
1961Piet Calis: Mensen van de koningsstam, Napoleon op het Leidscheplein
H.J.A. Hofland: gehele oeuvre
1960Cornelis Bauer: De groene boogschutter
Rutger van Zeyst: De familieraad
1959Erik Vos: zijn regie bij het toneelgezelschap Arena
Esteban Lopez: Fredegonde, De vrienden van vroeger, Mercedes, mijn zuster, Tederheid in het geding
1958Remco Campert: Vogels vliegen toch
Nico Scheepmaker: Poëtisch fietsen, De kip van Egypte
1957Harry Mulisch: Archibald Strohalm
Cees Nooteboom: Philip en de anderen